# Voldušský potok
Voldušský potok pramení na jižním úpatí vrchu Brno v Přírodním parku Radeč, protéká obcí Volduchy a vlévá se jako levostranný přítok do Klabavy ve vodní nádrži Klabava. Je dlouhý 13,5 km, plocha jeho povodí měří 39 km² a průměrný průtok v ústí je 0,19 m³/s.

## Průběh toku
Voldušský potok pramení na jižním úpatí vrchu Brno a pokračuje na jih k Těškovu. Zde se ohýbá na jihozápad. Po cestě se do něj vlévají tři slabší přítoky zprava a jeden silnější zleva, který pramení západně od vsi Těškov. Dále se do něj vlévá zprava celkem silný potok, který pramení ve třech ramenech v lokalitě Pod Bukovkou na jižním úpatí dvojvrší Radeč-Brno. Dále jeden menší zleva a jeden menší zprava až se Voldušský potok vlévá do Trnovského rybníka.
Pokračuje do Horního haberského rybníka. Těsně pod hrází se do něj vlévá zprava potok, přitékající ze dvou zdrojů. Jeden pramení v lokalitě Trnovka a druhý v lokalitě Dlouhý luh pod vrchem Rumpál.
Pod Horním haberským rybníkem se do něj vlévá silný pramen pitné vody V Habru. O 400 m dál zprava, krátká vodoteč. Dále pokračuje na Volduchy jihozápadním směrem. Jižně od obce Osek jsou to tři levostranné přítoky a po zatáčce směrem na sever Osecký potok pramenící v Novém Dvoře. Ten je ale přes rybník Karásek v Oseku spojen potokem s Horním haberským rybníkem.
Dále se Voldušský potok stáčí kolem Vršíčku do vodní nádrže Klabava, ležící na stejnojmenné řece.